# Hunger (film fra 1983)
|  | For andre betydninger, se Hunger |
Hunger er en britisk film fra 1983 og den blev instrueret af Tony Scott.

## Medvirkende
- Catherine Deneuve som Miriam Blaylock
- David Bowie som John Blaylock
- Susan Sarandon som Sarah Roberts
- Cliff De Young som Tom Haver
- Beth Ehlers som Alice Cavender
- Dan Hedaya som Løjtnant Allegrezza
- Rufus Collins som Charlie Humphries
- Suzanne Bertish som Phyllis
- James Aubrey som Ron
- Ann Magnuson som Ung kvinde fra diskotek